# Oigo mi corazón (canción)
«Oigo mi corazón» es una canción interpretada por la cantante española Edurne, escrita por Zippy Davids, Finn Martin y adaptada al español por ella misma.
Fue lanzada en 2011 como segundo sencillo de su cuarto álbum Nueva piel.

## Vídeo musical
El vídeo fue rodado durante la noche. Cuenta con la colaboración de José Corbacho y Dani Martínez. Rodado en un sex shop, se puede ver a Edurne con un maquillaje fosforescente y bailando sensualmente.

## Formatos
Descarga digital
| Descarga digital |                           |          |  |
| N.º              | Título                    | Duración |  |
| 1.               | «Oigo Mi Corazón»         | 3:16     |  |
| 2.               | «Oigo Mi Corazón (Remix)» | 3:20     |  |

## Posicionamiento en listas

### Diarias
| País   | Lista  | Mejor posición |
| ------ | ------ | -------------- |
| España | iTunes | 51             |